# Barbaracurus exquisitus
Espèce
Synonymes
- Babycurus exquisitus Lowe, 2000

Barbaracurus exquisitus est une espèce de scorpions de la famille des Buthidae.

## Distribution
Cette espèce est endémique d'Oman. Elle se rencontre dans les monts Hajar dans le Djebel Akhdar sur le Djebel Shams.

## Description
Le mâle holotype mesure 33,50 mm et la femelle paratype 39,00 mm.

## Systématique et taxinomie
Cette espèce a été décrite sous le protonyme Babycurus exquisitus par Lowe en 2000. Elle est placée dans le genre Barbaracurus par Kovařík, Lowe et Šťáhlavský en 2018.

## Publication originale
- Lowe, 2000 : « A new species of Babycurus (Scorpiones: Buthidae) from northern Oman. » Entomological News, vol. 111, no 3, p. 185-192 (texte intégral).